# Bruno Vagedes
Bruno Vagedes (* 15. September 1903 in Ahaus; † 18. November 1977 in Hünxe) war ein deutscher Politiker (Zentrum und CDU).

## Leben und Beruf
Bruno Vagedes wurde als 11. Kind der Eheleute Joseph Wilhelm Vagedes und Elisabeth Clementine Ida Bresser geboren. Nach dem Besuch der Volksschule, der Rektoratsschule und des Gymnasiums studierte er an den Universitäten München, Berlin und Münster Jura. 1925 legte er die Referendarprüfung ab und promovierte. Er war in Ahaus als Rechtsanwalt und Notar tätig. Von 1920 bis 1934 war Mitglied der Deutschen Zentrumspartei und ab 1945 Mitglied der CDU.
Er war verheiratet und hatte drei Kinder.

## Abgeordneter
Vom 20. April 1947 bis zum 17. Juni 1950 war Vagedes Mitglied des Landtags des Landes Nordrhein-Westfalen. Er wurde im Wahlkreis 079 Ahaus direkt gewählt.
Bis 1934 und von 1946 bis 1956 war er Mitglied im Rat der Stadt Ahaus. Dem Kreistag gehörte er von 1946 bis 1968 an.

## Öffentliche Ämter
Vom 24. April 1946 bis zum 13. November 1968 war er Landrat des Kreises Ahaus.

## Sonstiges
Am 13. November 1968 wurde ihm das Bundesverdienstkreuz I. Klasse verliehen.